# Томаш Каролак
Томаш Павел Каролак (пол. Tomasz Paweł Karolak; нар.. 21 червня 1971 року, Радом, Польща) — польський актор та вокаліст.

## Біографія
Томаш Каролак жив у Варшаві, Мінську-Мазовецькому, Устроне-Морському, де займався театральною діяльністю. Іспити до Театрального інституту у Варшаві склав невдало. У 1997 році Томаш закінчив Академію театрального мистецтва у Кракові. Працював продавцем і будівельником. Томаш почав дебютувати в театрі в 1990-х роках. Виступав у театрі імені Юліуша Словацького, в Новому театрі у Лодзі та інших театрах. У 2008 році Томаш став членом журі на шоу «Як вони співають» (польськ. «Jak Oni spiewaja»). У 2010 році відкрив свій власний театр під назвою «IMKA». Того ж 2010 року Томаш став членом комітету підтримки партії Броніслава Коморовського на президентських виборах. У 2011 році був послом Польщі з тріатлону. Томаш має ряд нагород за акторські ролі в театрі і кіно. Крім того, Томаш Каролак випустив декілька музичних альбомів. Відомі фільми актора: «Ідеальний хлопець для моєї дівчини», «Поховайте мене живцем», «Листи до М.».

## Особисте життя
У 2006 році Томаш Каролак одружився з Віолеттою Колаковською, яка також працює актрисою. 5 листопада 2007 року у них народилась донька Лена, а 20 лютого 2013 року — син Леон.

## Фільмографія
| Рік  | Назва                                      | Персонаж                                  |
| ---- | ------------------------------------------ | ----------------------------------------- |
| 2000 | Велика тварина                             | другий співробітник                       |
| 2003 | Тіло                                       | Еміль Карпатка «Голді»                    |
| 2004 | Злочинці (серіал)                          | старший аспірант Щепан Залода (2004—2007) |
| 2004 | Nasza ulica (короткометражка)              | німецький офіцер                          |
| 2005 | Няня (серіал)                              | Віктор Швая (2007)                        |
| 2006 | Ти тільки люби                             | Людвік                                    |
| 2006 | Hela w opalach (серіал)                    | Адам                                      |
| 2006 | Внизу                                      | Міхал                                     |
| 2007 | Дві сторони медалі (серіал)                | Адам Ковальський                          |
| 2007 | Тестостерон                                | гітарист                                  |
| 2007 | Dylematu 5 (серіал)                        | Риху                                      |
| 2007 | Kilka prostych slow (короткометражка)      | Адам Ковальський                          |
| 2007 | Резервація                                 | Рисек                                     |
| 2008 | Ще раз                                     | офіціант                                  |
| 2008 | Визначник (серіал)                         | Тому                                      |
| 2008 | Дамочки                                    | Войтек                                    |
| 2008 | 39 з половиною (серіал)                    | Дарек Янковський                          |
| 2008 | Не бреши, дитинко                          | Павло                                     |
| 2008 | Уроки пана Куки                            | Мірек                                     |
| 2008 | Батько Матвій (серіал)                     | Петровський (2010)                        |
| 2008 | Занози                                     | Елвіс Преслі                              |
| 2009 | Ідеальний хлопець для моєї дівчини         | Норберт Плешица                           |
| 2009 | Любов на подіумі                           | Крупницки                                 |
| 2009 | Поховайте мене живцем                      | Орвіл                                     |
| 2010 | Торт                                       | Давид                                     |
| 2010 | Готель 52 (серіал)                         | пілот Анджей Радєцкі (2010—2012)          |
| 2010 | Мільйон доларів                            | Стасюнек                                  |
| 2010 | Проект дитина: Батько потрібен прямо зараз | Роберт                                    |
| 2010 | Сніданок у постіль                         | Петро                                     |
| 2010 | Три хвилини. 21:37                         | пацієнт                                   |
| 2011 | Жіночо-чоловіча війна                      | Огр                                       |
| 2011 | Сімейка (серіал)                           | Людвік Боскі                              |
| 2011 | Рецепт для життя (серіал)                  | Матео (2012)                              |
| 2011 | Спільна поїздка                            | Жерар Кваснєвський                        |
| 2011 | Листи до М.                                | Мельхіор «Мел Гібсон»                     |
| 2011 | Pokaz kotku, co masz w srodku              | поліцейський                              |
| 2012 | Варшавське похмілля                        | Сільво                                    |
| 2012 | Правосуддя Агати (серіал)                  | Войтек                                    |
| 2014 | Baron24                                    | Мірек Барон                               |
| 2015 | Bangistan                                  |                                           |
| 2016 | Планета самотніх                           |                                           |
| 2017 | Листи до М 3                               | Мельхіор «Мел Гібсон»                     |
| 2021 | Любов у квадраті                           | директор школи                            |
| 2023 | Любов у квадраті знову                     | директор школи                            |

## Дискографія
| Рік  | Назва пісні        |
| ---- | ------------------ |
| 2008 | Anarchia           |
| 2008 | Zabiorę cię        |
| 2008 | I love you         |
| 2008 | Stany              |
| 2009 | Sielanka o domu    |
| 2009 | Wszystko bez sensu |
| 2009 | Cienie na ścianie  |
| 2009 | Nie zostawiaj mnie |
| 2009 | Falubaz to Magia   |
| 2013 | Tylko bądź         |